# Leskea seminervis
Leskea seminervis là một loài Rêu trong họ Leskeaceae. Loài này được Kunze ex Schwägr. mô tả khoa học đầu tiên năm 1829.